# Thomas Champion (cyclisme)
Pour les articles homonymes, voir Thomas Champion.
Thomas Champion (né le 8 septembre 1999 à Saint-Sébastien-sur-Loire) est un coureur cycliste français, professionnel depuis 2021.

Il commence le velo a l'âge de 6ans en périphérie nantaise. D'abord en VTT durant 12ans avant d'intégrer le CREF des Pays de La Loire où il sera initié au cyclisme sur route au cours de ses années chez les Juniors. Tout de suite mis en avant sur les courses internationales de cette catégorie, il sera vite repéré par l’équipe Vendee U, la réserve de la formation Total Energie dirigée par Jean-René Bernaudeau. S'en suis une année à Bourg en Bresse pour trouver un profil de course qui oui convient mieux : la montagne.
Il s'installe alors en Savoie avant de directement performer sur les courses accidentées et avoir accès au niveau professionnel chez Cofidis. Il découvre les plus belles courses du calendrier international. Quatre grands tours, trois monuments et la quasi-totalité des courses World Tour par étapes. Fin 2024, il n’est pas conservé par l'équipe nordiste et rebondit chez St Michel - Préférence Home pour la saison 2025.

## Biographie
Thomas Champion grandit avec ses parents à Vertou, en Loire-Atlantique. Il commence le cyclisme à l'âge de six ans au Vélo Sport Clissonnais, en pratiquant d'abord le VTT. Dans cette discipline, il obtient notamment quinze victoires en 2015 puis six en 2016, année où il crée sa propre équipe : la Team VTT Horizon 44.
En 2016, il se classe huitième de La Philippe Gilbert Juniors, quelques mois seulement après ses débuts sur route avec le CREF (Centre Régional d'Entrainement et de Formation) cyclisme des Pays de la Loire,. L'année suivante, il signe au Vélo Sport Valletais, en mettant davantage l'accent sur route. Au mois de juillet, il se révèle pour sa première expérience en course dans des cols en terminant quatrième du Tour du Valromey, tout en ayant porté le maillot de leader. Repéré par ses prestations, il décide de rejoindre l'équipe du Vendée U en 2018, tout en poursuivant un BTS à La Roche-sur-Yon.
En 2019, il s'impose sur La Suisse Vendéenne, sa première victoire chez les élites,. Non conservé par le Vendée U, il intègre ensuite le club de Bourg-en-Bresse Ain en 2020. En août, il se distingue en prenant la quatrième place du Tour de Savoie Mont-Blanc, après avoir porté le maillot de leader. La même mois, il termine neuvième de la Ronde de l'Isard, course réputée pour les grimpeurs espoirs. Au mois de septembre, il signe un premier contrat professionnel avec l'équipe World Tour Cofidis.
En août 2022, il est sélectionné par la formation Cofidis pour participer au Tour d'Espagne, son premier grand tour.
En mai 2023, il participe au Tour d'Italie et remporte les Fuga Bianchi, un classement qui récompense le coureur qui a parcouru le plus de kilomètres en échappée lors de la compétition.

## Palmarès
- 2019
  - La Suisse Vendéenne
- 2020
  - 3e du championnat de France de VTT marathon

## Résultats sur les grands tours

### Tour d'Italie
2 participations
- 2023 : 66e, vainqueur du classement Fuga Bianchi
- 2024 : 55e

### Tour d'Espagne
2 participations
- 2022 : 98e
- 2024 : 82e

## Classements mondiaux
| Année                                 | 2020 | 2021  | 2022  | 2023  | 2024  |
| ------------------------------------- | ---- | ----- | ----- | ----- | ----- |
| Classement mondial                    | 981e | 2718e | 2141e | 2082e | 1279e |
| UCI Europe Tour                       | 767e | 1774e | 1346e | nc    | nc    |
|                                       |      |       |       |       |       |
| Légende : nc = non classéSource : UCI |      |       |       |       |       |